# Ралевка
Ралевка (укр. Ралівка) — село в Самборском районе Львовской области Украины. Административный центр Ралевской сельской общины.
Население по переписи 2001 года составляло 4058 человек. Занимает площадь 10,55 км². Почтовый индекс — 81473. Телефонный код — 323643.

## История
В 1946 году указом ПВС УССР село Радловичи переименовано в Ралевку.
С 1940 года было центром колхоза «Завет Ильича», разваленного в период независимости.
В селе находится (Самборская солнечная электростанция), которая после ввода третьей очереди солнечной электростанции, сможет производить до 5 млн кВт/ч в год.